# Muqueuse
Une muqueuse (du latin mucus) est une mince couche de tissu constituée d'un épithélium, et de tissu conjonctif sous-jacent qui se nomme chorion. Les muqueuses tapissent les cavités du corps qui sont en continuité avec la peau. Épithélium et chorion sont séparés par une lame basale. L'infection d'une muqueuse est appelée « mucite ».

## Emplacements et rôle
Les muqueuses sont présentes au niveau des parois : 
- du tube digestif (de la bouche à l'anus), faisant partie de l'appareil digestif humain ;
- de l'appareil respiratoire ;
- de l'appareil uro-génital (utérus, vagin, urètre, vessie, uretères, gland du pénis et du clitoris, face interne du prépuce).

La spécificité des muqueuses est d'être en permanence humide ou humidifiée, comme les muqueuses urinaires avec l'urine. Elles sont beaucoup plus perméables que la peau à l'eau et à de nombreuses substances.
Les muqueuses digestives, sexuelles et respiratoires ou buccales possèdent des glandes sécrétant un mucus (substance liquide à visqueuse), comme les sécrétions nasales qui — dans les poumons — servent à empêcher les particules étrangères inhalées d'atteindre les parties profondes du poumon.
Les muqueuses respiratoires et nasales sont aussi dotées respectivement de cils et de poils. Lorsque les micro-organismes arrivent à pénétrer l'organisme, ils se collent à la substance puis sont ingérés, détruits par des globules blancs ou rejetés par les cils et l'expectoration.

## Histologie
Les caractéristiques cytologiques physiologiques des cellules des muqueuses sont les suivantes : 
- le RER (réticulum endoplasmique rugueux) est bien développé et est responsable de la synthèse des glycoprotéines et des protéoglycanes du mucus ;
- l'appareil de Golgi est localisé en position supranucléaire et est également bien développé ;
- le cytoplasme est riche en vésicules de sécrétion ou grains de mucigène. Les colorations histologiques telles que le PAS, le mucicarmin et le bleu alcian mettent ces granulations de mucus en évidence.

## Médecine
L'examen des muqueuses et des divers mucus est souvent important dans le diagnostic médical.
L'inflammation des muqueuses (buccale, digestive, respiratoire, urovaginale ou oculaire) est une mucite.
Les mucites buccales sont aussi appelées stomatites. Elles peuvent être un effet indésirable des chimiothérapies anticancéreuses et de la radiothérapie. Elles se manifestent par des douleurs, une dysphagie et une dysphonie, et dans les cas sévères surviennent des complications liées à la dénutrition, la déshydratation, des hémorragies ou encore des infections.
En cas de radiothérapie de la tête et du cou, l'irradiation provoque une mucite orale chez plus de 80 % des patients, du fait que l'épithélium des muqueuses se renouvelle régulièrement. Elle apparait environ 1 à 2 semaines après le début du traitement et peut empêcher de boire ou de manger lorsqu'elle est sévère. Sa prévention repose sur les soins bucco-dentaires, l'hygiène bucco-dentaire renforcée et sur l'action de sucer des glaçons quelques heures en commençant quelques minutes avant le traitement.
Immunité : Les muqueuses ont un système immunitaire propre, complexe et assez peu sensible aux vaccins classiques.
Y sont également sécrétées les Immunoglobulines A (anticorps sécrétoires) qui agglutinent et inactivent les pathogènes, les empêchant par la taille des agglomérats de passer à travers les muqueuses. Des chercheurs japonais ont récemment réussi à immuniser des souris contre des pathogènes dangereux (Clostridium botulinum et Clostridium tetani, induisant le botulisme et le tétanos) par un vaccin déposé dans un hydrogel persistant une dizaine d'heures sur les muqueuses nasales de souris. Ces dernières ont ensuite développé des réactions immunitaires (muqueuses et systémiques) très fortes contre ces deux microbes, sans que le nanogel ait semblé significativement affecter les souris.